# The Great Beyond
The Great Beyond is een single van de Amerikaanse rockband R.E.M. uit 2000. Het is afkomstig van de soundtrack van de film Man on the Moon, een film over Andy Kaufman die de naam ontleent aan een eerdere single van R.E.M.
Zanger Michael Stipe zei dat dit nummer gaat "over het onmogelijke proberen, wat volgens mij is wat Andy Kaufman deed tijdens zijn hele carrière." Stipe zag het nummer als zijn kans op een Ashes to Ashes, wat hij beschouwde als één van de beste nummers ooit geschreven. "Neem opnieuw het personage waarover je eerder een nummer hebt geschreven, en probeer jezelf te verbeteren. Dat is geen gemakkelijke taak. Bowie heeft het echt voor elkaar gekregen", zei Stipe verwijzend naar de Bowie-klassiekers Space Oddity en het latere Ashes to Ashes, die allebei over de fictieve astronaut Major Tom gaan. Stipe doet met "The Great Beyond" iets soortgelijks, hij schreef Man on the Moon over Andy Kaufman en doet met "The Great Beyond" hetzelfde. De zanger zei te denken dat live-uitvoeringen van het nummer spannender waren dan de studio-uitvoering.
Het nummer bereikte in de Amerikaanse Billboard Hot 100 een bescheiden 57e positie, terwijl het in het Verenigd Koninkrijk met een 3e positie de grootste hit ooit werd voor R.E.M. In Nederland kende de plaat echter weinig succes; de Nederlandse Top 40 werd niet gehaald, wel een 91e positie in de Nederlandse Single Top 100.